# LitRPG
LitRPG, kurz für Literary Role Playing Game (Literarisches Rollenspiel), ist ein literarisches Genre, das die Konventionen von Computer-Rollenspielen mit Science-Fiction- und Fantasy-Romanen verbindet. Der Begriff wurde im Jahr 2013 eingeführt. Im LitRPG bilden Spiele oder spielähnliche Herausforderungen einen wesentlichen Teil der Geschichte, und sichtbare RPG-Statistiken (z. B. Stärke, Intelligenz, Schaden) sind ein wesentlicher Bestandteil des Leseerlebnisses. Dies unterscheidet das Genre von Romanen, die an ein Spiel anknüpfen, wie z. B. jene, die in der Welt von Dungeons and Dragons spielen, von Büchern, die richtige Spiele sind, wie z. B. der finde-deinen-eigenen-Weg-Typ wie Fighting Fantasy, oder von Spielen, die sprachlich beschrieben werden, wie MUDs und interaktive Fiktion. Typischerweise interagiert die Hauptfigur in einem LitRPG-Roman bewusst mit dem Spiel oder der spielähnlichen Welt und versucht, darin voranzukommen.

## Geschichte
Die literarische Gattung, sich in ein Computerspiel hineinzuversetzen, ist nicht neu. Andre Nortons Quag Keep (1978) taucht in die Welt der Charaktere eines D&D-Spiels ein. In Larry Nivens und Steven Barnes Dream Park (1981) handelt von LARP-ähnlichen Spielen, die eine Art Reality-TV in der Zukunft (2051) darstellen. Mit dem Aufkommen der MMORPGs in den 1990er Jahren kamen Science-Fiction-Romane auf, die virtuelle Spielwelten für ihre Handlungen nutzten. Frühe Beispiele sind Tad Williams Tetralogie Otherland (1996–2004), Conor Kosticks Epic (2004) und Charles Stross Halting State (2007). In Taiwan erschien der erste von Yu Wo's neun ½ Prinz (½ 王子 Èrfēnzhīyī Wángzǐ) Romanen, der im Oktober 2004 von Ming Significant Cultural veröffentlicht wurde. In Japan hat das Genre mit der Veröffentlichung des Medienphänomens Sword Art Online im Jahr 2009 den Mainstream erreicht. Ebenfalls erwähnenswert ist die koreanische Serie Legendary Moonlight Sculptor mit über 50 Bänden.
Während diese und andere Romane Vorläufer einer eher statusträchtigen Form des Romans waren, dem eigentlichen LitRPG, hat eine russische Verlagsinitiative das Genre identifiziert und ihm einen Namen gegeben. Der erste russische Roman in diesem Stil erschien 2012 auf der russischen Self-Publishing-Website samizdat. ru, der Roman Господство клана Неспящих (Herrschaft der Clans – Die Rastlosen) von Dem Mikhailov spielt in der fiktiven Schwert- und Zauberwelt von Valdira, wurde später im selben Jahr vom Leningrader Verlag unter dem Titel Господство кланов (Herrschaft der Clans) in der Reihe Современный фантастический боевик (Moderner phantastischer Action-Roman) gedruckt und 2015 als Kindle-Buch ins Englische als The Way of the Clan übersetzt. 2013 startete EKSMO, der größte russische Verlag, sein Multi-Autoren-Projekt mit dem Titel LitRPG. Nach Angaben von Magic Dome Books, einem der wichtigsten Übersetzer russischer LitRPG, wurde der Begriff „LitRPG“ Ende 2013 bei einem Brainstorming zwischen dem Schriftsteller Vasily Mahanenko, dem Science-Fiction-Redakteur von EKSMO, Dmitry Malkin, und dem anderen Herausgeber und Autor der LitRPG-Serie, Alex Bobl, geprägt. Seit 2014 führt EKSMO LitRPG-Wettbewerbe durch und veröffentlicht die Siegergeschichten.

## GameLit
Viele der Autoren, die nach 2014 in diesem Bereich tätig waren, bestehen darauf, dass die Darstellung der Entwicklung eines Charakters im Spiel Teil der Definition von LitRPG sein muss, was zur Entstehung des Begriffs GameLit führte, der Geschichten umfasst, die in einem Spieluniversum angesiedelt sind, aber nicht notwendigerweise das Aufleveln und die Verbesserung von Fähigkeiten beinhalten. Einige der frühesten Beispiele sind Chris Van Allsburgs Jumanji von 1981, ein Kinderbuch über ein magisches Brettspiel, und die Guardians of the Flame-Reihe (1983–2004) von Joel Rosenberg, in der eine Gruppe von College-Studenten auf magische Weise in ein Fantasy-Rollenspiel versetzt wird.
Ernest Clines Roman Ready Player One aus dem Jahr 2011, in dem eine Welt der virtuellen Realität namens OASIS mit Anspielungen auf Arcade-Spiele aus den 1980er und 1990er Jahren beschrieben wird, wurde zu einem Beispiel für dieses neue Genre. Weitere Beispiele sind Marie Lus Roman Warcross aus dem Jahr 2017, in dem es um einen Online-Kopfgeldjäger in einem Internetspiel geht, und Louis Bulaongs Buch Escapist Dream aus dem Jahr 2020, das die Geschichte einer Virtual-Reality-Welt erzählt, in der Geeks Rollenspiele durchführen und die Kräfte ihrer Lieblingsfiguren aus Comics, Anime, Filmen und Videospielen nutzen können.

## Beispiele
Deutschsprachig:
- Götterdämmerung (2020–) von Stefan Cordes[18]
- Tales of Ascendreya (2023–) von Steven Grass[19]
- Die Eisraben-Chroniken (2020–) von Richard Schwartz[20]

Englischsprachig:
- Arcane Ascension (2017–) von Andrew Rowe[21]
- Awaken Online (2016–) von Travis Bagwell[22][23]
- Critical Failures: Caverns and Creatures (2012–) von Robert Bevan[24]
- The Dark Lord Bert (2019–) von Chris Fox[25]
- The Divine Dungeon (2016–2019) von Dakota Krout[21]
- Dungeon Crawler Carl (2020-) von Matt Dinniman[26]
- The Feedback Loop (2015–2018) von Harmon Cooper[27]
- Game of Gods (2019–) von Joshua Kern[28]
- He Who Fights With Monsters (2021–) von Shirtaloon[29]
- Red Mage (2018–) von Xander Boyce[30]
- The Wandering Inn (2016–) von pirateaba[31]
- Worth the Candle (2017–2021) von Alexander Wales[32]

Russischsprachig:
- Alpha Rome (2018–2019) von Ros Per (Рос Пер)[33]
- An NPC's Path (2018–2021) von Pavel Kornev (Павел Корнев)[34]
- The Bard from Barliona (2017–2020) von Vasily Mahanenko (Василий Маханенко)[35] (series related to The Way of the Shaman set in Barliona)
- Clan Dominance: The Sleepless Ones (2012–2018) von Dem Mikhailov (Дем Михайлов)[36]
- The Crow Cycle (2015–) von Dem Mikhailov (Дем Михайлов)[36] (series set in Valdira)
- Dark Herbalist (2016–2018) von Michael Atamanov (Михаил Атаманов)[37]
- Dark Paladin (2017–2018) von Vasily Mahanenko (Василий Маханенко)[35]
- Fayroll (2017–) von Andrey Vasilyev (Андрей Васильев)[38][39]
- Galactogon (2014–2019) von Vasily Mahanenko (Василий Маханенко)[35]
- Heroes of the Final Frontier (2017–) von Dem Mikhailov (Дем Михайлов)[36] (sequel series to Clan Dominance: The Sleepless Ones set in Valdira)
- In the System (2018–) von Petr Zhgulyov (Жгулёв Пётр)[40]
- Interworld Network (2018–2020) von Dmitry Bilik (Дмитрий Билик)[41]
- Invasion (2018–2022) von Vasily Mahanenko (Василий Маханенко)[35] (sequel series to The Way of the Shaman set in Barliona)
- League of Losers (2020–) von Michael Atamanov (Михаил Атаманов)[37]
- Level Up (2017–) von Dan Sugralinov (Данияр Сугралинов)[42]
- Mirror World (2014–2022) von Alexey Osadchuk (Алексей Осадчук)[43]
- The Neuro (2016–2018) von Andrei Livadny (Андрей Ливадный)[44]
- Perimeter Defense (2015–2017) von Michael Atamanov (Михаил Атаманов)[37]
- Phantom Server (2015–2016) von Andrei Livadny (Андрей Ливадный)[44]
- Play to Live (2013–) von D. Rus (Дмитрий Рус)[45]
- Project Stellar (2019–2022) von Roman Prokofiev (Роман Прокофьев)[46]
- The Range (2019–2022) von Yuri Ulengov (Юрий Уленгов)[47]
- Reality Benders (2017–) von Michael Atamanov (Михаил Атаманов)[37]
- Respawn Trials (2018–2021) von Andrei Livadny (Андрей Ливадный)[44]
- Rogue Merchant (2017–2019) von Roman Prokofiev (Роман Прокофьев)[46]
- Underdog (2019–2021) von Alexey Osadchuk (Алексей Осадчук)[43]
- The Way of the Shaman (2013–2016) von Vasily Mahanenko (Василий Маханенко)[35]

## Verweise
1. 1 2   Escape From Reality - Washington Free Beacon, 16. Juli 2016. Abgerufen am 10. Mai 2017 (amerikanisches Englisch).
2. ↑  ЛитРПГ Litrpg все книги серии. Abgerufen am 18. März 2023 (russisch).
3. ↑  What is LitRPG and why does it exist? In: The Verge. 28. Mai 2016, abgerufen am 10. Mai 2017 (englisch).
4. ↑  Conor Kostick on Ready Player One, Epic and LitRPG. 1. März 2018, abgerufen am 12. März 2018 (englisch).
5. ↑  Господство клана Неспящих.
6. ↑  ЛитРПГ: книги в жанре и что это такое | Книги# | Мир фантастики и фэнтези. Abgerufen am 18. März 2023 (russisch).
7. ↑  Романы серии LitRPG (Первый сезон). In: Fan Book. 13. Januar 2014, archiviert vom Original am 5. Juli 2022; abgerufen am 17. Februar 2018 (russisch).
8. ↑  Level Up Publishing: What is LitRPG? 11. Juni 2018, abgerufen am 17. März 2023 (englisch).
9. ↑  Murat Tuleyev:  Писатели сегодня зарабатывают реальные деньги, KST News, 18. März 2023. Abgerufen am 10. Oktober 2019 (russisch).
10. 1 2  John Almond: A Closer Look at Video Game-Inspired Books. In: Gonevis. 30. Oktober 2020, abgerufen am 18. März 2023 (englisch). 30 October 2020
11. ↑  Balogun: When Afrofuturism Meets Sword & Soul! Why YOU should be reading LitRPG. In: Chronicles of Harriet. Archiviert vom Original am 25. Januar 2022 (englisch). 30 August 2017
12. ↑  Travis Perry: Free Original Storyworld Ideas, Part 5: GameLit (and Animal Eye). In: Speculative Faith. 21. Mai 2020, abgerufen am 18. März 2023 (englisch). 21 May 2020
13. ↑  Guardians of the Flame Series. (englisch).
14. ↑  What are the best GameLit books? LevelUp, abgerufen am 18. März 2023 (englisch).
15. 1 2  Taran Matharu: 5 virtual reality books for your gaming-mad tweens and teens. BookTrust, abgerufen am 18. März 2023 (wn). 8 January 2018
16. ↑  Samuel Kenneth Kauffman: What makes a Gamelit story? medium.com, 17. März 2020, abgerufen am 18. März 2023 (englisch). 18 March 2020
17. ↑  Carl Hannigan: Escapist Dream (Book Review): How It Represented and Satirized Geek Culture. Voice Media Group (englisch). 29 August 2020
18. ↑  stefancordes.com. Abgerufen am 12. Juni 2023 (deutsch).
19. ↑  stevengrass.de. Abgerufen am 12. Juni 2023 (deutsch).
20. ↑  Amazon. Abgerufen am 12. Juni 2023 (deutsch).
21. 1 2  14 OF THE BEST LITRPG BOOKS. Abgerufen am 18. März 2023 (englisch).
22. ↑  What is LitRPG? Juni 2019, abgerufen am 18. März 2023 (englisch).
23. ↑  What are the top LitRPG books of all time? Abgerufen am 18. März 2023 (englisch).
24. ↑  Books. Abgerufen am 18. März 2023 (amerikanisches Englisch).
25. ↑  Samuel Kenneth Kauffman: What makes a Gamelit story? In: medium.com. 17. März 2020, abgerufen am 18. März 2023 (englisch). 18 March 2020
26. ↑  Dungeon Crawler Carl Series. Abgerufen am 18. März 2023 (englisch).
27. ↑  The Feedback Loop Series. Abgerufen am 18. März 2023 (englisch).
28. ↑  The Game of Gods. Abgerufen am 18. März 2023 (englisch).
29. ↑  Shirtaloon. Abgerufen am 18. März 2023.
30. ↑  Red Mage Series. Abgerufen am 18. März 2023 (englisch).
31. ↑  An Interview with Pirateaba. 22. Januar 2018, abgerufen am 18. März 2023 (englisch).
32. ↑  Worth the Candle Series. Abgerufen am 18. März 2023 (englisch).
33. ↑  Ros Per: Альфарим (Alpharim). In: fantlab.ru. Abgerufen am 18. März 2023 (russisch).
34. ↑  Pavel Kornev: Pavel Kornev. In: fantlab.ru. Abgerufen am 18. März 2023 (russisch).
35. 1 2 3 4 5  Vasily Makhanenko: Vasily Makhanenko. In: fantlab.ru. Abgerufen am 18. März 2023 (russisch).
36. 1 2 3  Dem Mikhailov: Dem Mikhailov. In: fantlab.ru. Abgerufen am 18. März 2023 (russisch).
37. 1 2 3 4  Mikhail Atamanov: Mikhail Atamanov. In: fantlab.ru/. Abgerufen am 18. März 2023 (russisch).
38. ↑  Andrey Vasiliev: Andrey Vasiliev. In: fantlab.ru. Abgerufen am 18. März 2023 (russisch).
39. ↑  All Time Best LitRPG. In: Level Up Publishing. Abgerufen am 13. Januar 2022 (amerikanisches Englisch).
40. ↑  Petr Zhgulyov: Пётр Жгулёв «Real-RPG». In: fantlab.ru. Abgerufen am 18. März 2023 (russisch).
41. ↑  Dmitry Bilik: Interworld Network. In: fantlab.ru. Abgerufen am 18. März 2023 (russisch).
42. ↑  Daniyar Sugralinov: Level Up. In: fantlab.ru. Abgerufen am 18. März 2023 (russisch).
43. 1 2  Alexey Osadchuk: Alexey Osadchuk. In: fantlab.ru. Abgerufen am 18. März 2023 (russisch).
44. 1 2 3  Andrei Livadny: Andrei Livadny. In: fantlab.ru. Abgerufen am 18. März 2023 (russisch).
45. ↑  Dmitry Rus: Dmitry Rus. In: fantlab.ru/. Abgerufen am 18. März 2023 (russisch).
46. 1 2  Roman Prokofiev: Roman Prokofiev. In: fantlab.ru. Abgerufen am 18. März 2023 (russisch).
47. ↑  Yuri Ulengov: The Range. In: fantlab.ru. Abgerufen am 18. März 2023 (russisch).